# Relatives Recht
Ein relatives Recht ist ein subjektives Recht, das im Gegensatz zu einem absoluten Recht nur gegenüber bestimmten Personen wirkt, nur von diesen verletzt und nur ihnen gegenüber durchgesetzt werden kann. Das relative Recht stellt eine Rechtsbeziehung nur zwischen bestimmten Rechtssubjekten her, während absolute Rechte, etwa die dinglichen Rechte die rechtliche Stellung eines Rechtssubjekts gegenüber allen anderen ausmachen.
Relative Rechte verleihen dem Berechtigten einen Anspruch, von einem anderen ein Tun oder Unterlassen zu verlangen (§ 194 Abs. 1 BGB). Sie berechtigen und verpflichten nur die Beteiligten an dem bestimmten Rechtsverhältnis, z. B. einem Vertrag, mit dem das betreffende Recht begründet wurde (inter partes).
Schuldrechtliche oder „obligatorische“ Rechte heißen auch Forderungen. Teilweise werden auch die Gestaltungsrechte, die keine Forderungen darstellen, wie zum Beispiel das Recht zum Rücktritt vom Vertrag u. ä., zu den relativen Rechten gezählt.